# Frellstedt
Frellstedt est une commune allemande de l'arrondissement de Helmstedt, Land de Basse-Saxe.

## Géographie
Frellstedt se situe dans le parc naturel d'Elm-Lappwald.
|       | Süpplingen |          |
| Räbke | Frellstedt | Wolsdorf |
|       | Warberg    |          |

Frellstedt est une halte sur la ligne de Brunswick à Magdebourg.

## Histoire
Dans la chronique de Räbke, Frellstedt est mentionné pour la première fois en 827 comme Gross et Klein Frellstedt.
Vers 1725, un premier filon de lignite dans la principauté de Brunswick-Wolfenbüttel est découvert à Frellstedt. La mine atteint un rythme industriel en 1872. Elle amène à l'ouverture de la ligne de chemin de fer entre Brunswick et Magdebourg puis à l'arrivée d'une raffinerie de sucre. La population a ainsi doublé lors du recensement de 1885.

## Source, notes et références
- (de) Cet article est partiellement ou en totalité issu de l’article de Wikipédia en allemand intitulé « Frellstedt » (voir la liste des auteurs).